# Yacimiento arqueológico de El Convento
El yacimiento arqueológico de El Convento es un yacimiento arqueológico de época romana ubicado en el término municipal de Mallén (Aragón, España). En 1991 fue declarado Bien de Interés Cultural (BIC).

## Descubrimiento y estudio
La presencia de restos de época romana en el entorno del convento franciscano de Mallén era conocida desde antiguo. Uztarroz citó así en el siglo XVII el hallazgo de monedas de la dinastía flavia en la zona.
En 1930 Pedro Armingol, propietario natural de la vecina localidad de Fréscano y correspondiente de la Real Academia de Nobles y Bellas Artes de San Luis, realizó las primeras investigaciones en el yacimiento, cuyos hallazgos fueron donados al Museo de Zaragoza permitiendo en las décadas de los cincuenta y los sesenta publicaciones de arqueólogos como Octavio Ruiz Farrés o María Ángeles Mezquíriz Irujo. Notablemente la tesis doctoral de Mezquíriz analizó los restos cerámicos de El Convento.
A finales de la década de los setenta comenzaron las investigaciones modernas por parte del Museo Provincial de Zaragoza y del Centro de Estudios Borjanos, con trabajos puntuales de Miguel Beltrán Lloris, Tomás Garabito o José Ignacio Royo Guillén. Sin embargo, con la amenaza de un proyecto de una cantera para extraer grava, las primeras excavaciones sistemáticas de la zona no tuvieron lugar hasta 1987, con una segunda campaña intensiva en 1989.
En 1991, dada la importancia de los restos hallados el yacimiento fue declarado Bien de Interés Cultural, iniciando una batalla legal por la expropiación del emplazamiento. Durante esa década sin embargo se sucedieron hallazgos relacionados en las cercanías del yacimiento. En 1992, se publicaron los primeros trabajos sobre un vaso campaniforme del calcolítico, encontrado en Mallén. Ese mismo año se dio el hallazgo en el vecino término de Gañarul del bronce de Agón, que fue motivo de publicaciones desde 1999 y aportó más información sobre el yacimiento, pues uno de los pagus mencionados en el mismo ha sido identificado con la comunidad de El Convento. 
Tras llegarse a un acuerdo sobre la propiedad del yacimiento, en el siglo XXI El Convento ha sido el lugar de campañas arqueológicas de la universidad de Zaragoza, así como de actividades de divulgación de la arqueología. El ayuntamiento de la localidad ha realizado igualmente excavaciones desde 2021 junto al Centro Asociado de la UNED en Tudela bajo el Proyecto Belsinon. A raíz de estos descubrimientos, en 2023 se expandió la zona declarada como Bien de Interés Cultural.

## El yacimiento

### Descripción general y marco histórico
Los restos ocupan una colina cerca de la localidad actual. La ubicación ha estado poblada desde antiguo, con los restos más antiguos datando de la cultura de los campos de urnas (siglos VII-V a. C.). El yacimiento se ubica junto a otros en ubicaciones similares en cerros cercanos del valle del Huecha en El Alto (Cortes de Navarra), Burrén y Burrena y El Morredón (Fréscano) o Bursau (Borja), entre los que habría contacto visual y entre los que los arqueólogos han visto similitudes en la arquitectura. El panorama es sin embargo complejo, pues junto a la aparición en el periodo de nuevos poblados vinculados a la nueva cultura de los campos de urnas hay también indicios de aculturación de población precedente de la cultura de la Muela de Borja (Moncín, Majalares).
Como en muchos de esos poblados, hay vestigios de una destrucción violenta de El Convento sobre el siglo V a. C., posiblemente relacionada con migraciones de pueblos celtas. El poblado de El Convento fue, sin embargo, reconstruido tras el evento, con indicios de cambios sociales.
La ubicación tuvo un auge durante el periodo celtíbero (siglos III a I a. C) del que se han encontrado restos de habitación y cerámicas. La etapa del yacimiento se identifica con el poblado celtíbero de Belsinon citado por los geógrafos romanos como Ptolomeo, el Itinerario de Antonino o el Anónimo de Rávena. Del periodo se han encontrado cerámicas tanto celtíberas como de tipo itálico.
Desde el 80 a. C comienza un periodo romano tras el final de las guerras sertorianas. La explicación del cambio de nombre al topónimo latino del que deriva Mallén o su identificación con Malia son motivo de debate académico. Tras esta conquista romana, sí se observa inequívocamente en el yacimiento un cambio al urbanismo romano y un incremento en los restos materiales. Además de gran cantidad de cerámica, los hallazgos en el yacimiento incluyen útiles para la metalurgia del bronce y diversos tipos de enseres domésticos y agrícolas. También se han encontrado enterramientos infantiles.
El yacimiento parece haber sido abandonado en el siglo II.

### La cerámica de El Convento
Es notable el incremento de la cerámica encontrada durante el apogeo del yacimiento en época romana, que llevó a Mezquíriz a proponer en la década de 1950 que la población fue un centro de producción de terra sigillata hispánica. La categorización de los restos cerámicos encontrados en el yacimiento han mostrado al menos tres tipologías:
- Una de probable origen en talleres en el territorio de la actual La Rioja
- Otra identificada con el taller de cerámica de Bronchales
- Una tercera independiente, que se cree podría ser originaria del propio yacimiento.

La gran cantidad de restos hallados en las excavaciones posteriores permitieron ahondar en la producción local. Así por ejemplo las firmas de alfareros han permitido a los académicos proponer Tritium Magallum (Tricio) como el taller de origen de la cerámica riojana. La aparición de piezas como un exvoto de Isis permitió igualmente observar la influencia de talleres cerámicos galos en la producción de dichos talleres hispánicos.